# (4516) Pugovkin
(4516) Pugovkin (1973 SN6) – planetoida z pasa głównego asteroid okrążająca Słońce w ciągu 4,63 lat w średniej odległości 2,78 j.a. Odkryta 28 września 1973 roku.